# Vitas Gerulaitis
Vitas Kevin Gerulaitis (ur. 26 lipca 1954 w Nowym Jorku, zm. 17 września 1994 w Southampton) – amerykański tenisista pochodzenia litewskiego, zwycięzca Australian Open 1977 w grze pojedynczej oraz Wimbledonu 1975 w grze podwójnej, zdobywca Pucharu Davisa.

## Kariera tenisowa
Pochodził z rodziny litewskich emigrantów, wychowywał się w nowojorskiej dzielnicy Queens. Należał do czołówki juniorów amerykańskich (w 1971 klasyfikowany na pozycji nr 6. w rankingu krajowym), był finalistą nieoficjalnych mistrzostw świata juniorów Orange Bowl w 1972. W 1973 rozpoczął rywalizację w gronie seniorów, rok później wygrał pierwszy turniej (w Wiedniu). W 1975 awansował do czołowej piętnastki na świecie, w 1976 był w ćwierćfinale Wimbledonu (po pokonaniu m.in. Arthura Ashe). W 1977 na turnieju wimbledońskim dotarł do półfinału, przegrywając ze Szwedem Borgiem po pięciosetowym meczu, uważanym za jedno z najlepszych spotkań w historii tenisa. Gerulaitis wykazał się w tym meczu dużymi umiejętnościami przy siatce, ostatecznie nie wystarczyło to jednak na Borga (Szwed wygrał 6:4, 3:6, 6:3, 3:6, 8:6), który pozostawał w tym okresie na Wimbledonie niepokonany.
Jedyny tytuł wielkoszlemowy w grze pojedynczej zdobył w 1977 w Australian Open; turniej był wówczas rozgrywany na kortach trawiastych w grudniu, ale prestiż imprezy był wówczas nieco mniejszy niż w końcu XX wieku. W finale Gerulaitis pokonał Brytyjczyka Johna Lloyda (późniejszego męża Chris Evert) 6:3, 7:6, 5:7, 3:6, 6:2. Innym znaczącym osiągnięciem Gerulaitisa był finał turnieju ATP Finals w 1979, kiedy po raz pierwszy w karierze udało mu się pokonać Jimmy'ego Connorsa (po 16 porażkach z rzędu); wygrał w tym turnieju także z Johnem McEnroe, a dopiero w finale uległ Borgowi. W lutym 1978 osiągnął najwyższą pozycję w karierze w rankingu światowym – nr 3, ale udało mu się ją utrzymać na krótko. W odróżnieniu od swoich głównych rywali ze ścisłej czołówki ówczesnego tenisa – Borga, Connorsa, McEnroe – zdarzały mu się częste porażki z potencjalnie słabszymi przeciwnikami. Wygrał łącznie w karierze 26 turniejów, w 30 przegrywał w finałach. Wśród finałowych porażek były także wielkoszlemowe – w 1979 uległ w finale US Open Johnowi McEnroe (5:7, 3:6, 3:6), w 1980 przegrał finał French Open z Borgiem (4:6, 1:6, 2:6).
Osiągał sukcesy także w grze podwójnej. W 1975 wygrał turniej wimbledoński w parze z Sandym Mayerem; Amerykanie przystąpili do rywalizacji jako para nierozstawiona i jako jedyni w historii zdobyli mistrzostwo, nie spotykając się po drodze z żadną parą rozstawioną. Gerulaitis triumfował łącznie w 9 turniejach deblowych, był także w 12 finałach. W maju 1985, krótko przed zakończeniem kariery, zajmował najwyższą pozycję w rankingu deblistów – nr 43. Jego zawodowe zarobki na korcie, zarówno w grze podwójnej jak i pojedynczej, wyniosły niemal trzy miliony dolarów.
Jako reprezentant USA występował w latach 1976–1980 w rozgrywkach Pucharu Davisa (wyłącznie jako singlista). Bilans jego występów wynosił 11 zwycięstw i 3 porażki. Miał znaczący udział w zdobyciu przez USA trofeum w 1979, kiedy w finale pokonał Włochów Panattę i Barazzuttiego; w drodze do finału wygrywał także z Australijczykami Edmondsonem i Alexandrem oraz Argentyńczykiem Clercem.
Gerulaitis był zawodnikiem praworęcznym. Dysponował dobrym wolejem (szczególnie bekhendowym) i refleksem przy siatce; kiedy czuł się optymalnie, potrafił grać w sposób widowiskowy. W gorsze dni wychodził na kort apatyczny i wtedy zazwyczaj zdarzały mu się niespodziewane porażki. Potrafił także zachowywać się na korcie w sposób niekulturalny, bywał karany finansowo za niesportowe zachowanie i kłótnie z sędziami. Anegdotyczne były jego stosunki z Wojciechem Fibakiem – po wygranym ćwierćfinale French Open 1980 odmówił podania ręki Fibakowi i podziękowania za grę, oświadczając, że zrobiłby to jedynie w przypadku porażki; faktycznie gest ten wykonał po miesiącu, kiedy Fibak pokonał go w 1/8 finału turnieju wimbledońskiego.
Amerykanin znany był z zamiłowania do rozrywkowego trybu życia. Długie godziny przed meczami spędzał w dyskotekach, kolekcjonował szybkie samochody. Z drugiej strony udzielał też chętnie lekcji tenisa młodzieży z ubogich dzielnic Nowego Jorku. Karierę sportową zakończył w 1986, ale występował nadal na korcie, chętnie uczestnicząc w pokazówkach (m.in. z Irańczykiem Mansurem Bahramim). W 1985 wspólnie z weteranem Bobbym Riggsem wyzwał czołowe deblistki świata Navrátilovą i Shriver na „wojnę płci”, co zakończyło się porażką duetu męskiego. Gerulaitis występował okazyjnie w grze mieszanej ze starszą siostrą Ruth (ur. 18 listopada 1955), klasyfikowaną w 1980 na 60. miejscu rankingu tenisistek.
Zmarł w wieku 40 lat w tragicznych okolicznościach, wskutek zatrucia tlenkiem węgla.

### Finały w turniejach wielkoszlemowych

#### Gra pojedyncza (1–2)
| Końcowy wynik | Nr | Data            | Turniej                    | Nawierzchnia | Przeciwnik   | Wynik finału            |
| ------------- | -- | --------------- | -------------------------- | ------------ | ------------ | ----------------------- |
| Zwycięzca     | 1. | 31 grudnia 1977 | Australian Open, Melbourne | Trawiasta    | John Lloyd   | 6:3, 7:6, 5:7, 3:6, 6:2 |
| Finalista     | 1. | 9 września 1979 | US Open, Nowy Jork         | Twarda       | John McEnroe | 5:7, 3:6, 3:6           |
| Finalista     | 2. | 8 czerwca 1980  | French Open, Paryż         | Ceglana      | Björn Borg   | 4:6, 1:6, 2:6           |

#### Gra podwójna (1–0)
| Końcowy wynik | Nr | Data         | Turniej           | Nawierzchnia | Partner     | Przeciwnicy                  | Wynik finału  |
| ------------- | -- | ------------ | ----------------- | ------------ | ----------- | ---------------------------- | ------------- |
| Zwycięzca     | 1. | 5 lipca 1975 | Wimbledon, Londyn | Trawiasta    | Sandy Mayer | Colin Dowdeswell Allan Stone | 7:5, 8:6, 6:4 |